# Vladimiro Lazzarini
Vladimiro Lazzarini (Faenza, 29 luglio 1914 – Faenza, 4 novembre 2000) è stato un ciclista su strada italiano. Attivo come indipendente dal 1938 al 1946, fu campione nazionale di categoria nel 1938 a Mantova davanti a Pietro Chiappini.

## Palmarès
- 1937 (dilettanti)

Coppa Buttafochi
Coppa Figli del Duce
Coppa Società Operaia di Matelica
- 1938 (Faenza Sportiva)

Campionati italiani, Prova in linea Indipendenti
Coppa Lapucci
4ª tappa Giro dei Tre Mari (Foggia > Bari)

## Piazzamenti

### Grandi giri
- Giro d'Italia

1938: 49º

### Classiche monumento
- Milano-Sanremo

1938: 81º